# Козык, Михаил Якимович
Михаил Акимович Козык (укр. Михайло Якимович Козик; 20 сентября [2 октября] 1879, Семёновка, Черниговская губерния — 2 января 1947, Львов) — русский и украинский советский живописец, педагог, профессор Харьковского художественного института (с 1925 года).

## Биография
В 1904—1909 обучался живописи в Харьковском художественном училище у Г. Дядченко и Н. Пимоненко, затем с 1909 по 1913 — на отделении живописи в Московском училище живописи, ваяния и зодчества под руководством К. Коровина.
В 1915—1925 преподавал в Киевской школе рисования, в 1925—1932 — в Киевском художественном институте (с 1925 — профессор), в 1932—1941 — в Харьковском художественном институте.
С 1926 — член советской Ассоциации художников Красной Украины.

## Творчество
Работал в жанре портрета, пейзажа, создал ряд картин со сценами народного быта.

## Избранные работы
- «Портрет М. Ф. Биляшевского» (1919),
- «Сама себе хозяйка» (1927),
- «Портрет матери» (1927),
- «Урожай» (1927),
- «Портрет девушки» (1929),
- «Украинское село» (1920—1930-е),
- «Моя палитра» (1934),
- «Пионерка с цветами» (1935),
- «Весна в зоопарке» (1936),
- «Летний день. Село Яреськи» (1938),
- «Малый Тарас слушает рассказ своего деда» (1939),
- «Река зимой» (1940),
- «Портрет партизана Петра» (1940-е)
- «Киев во время войны» (1943),
- «Деревянная церковь в Дрогобыче» и др.

Картины хранятся в собраниях Национального художественного музея Украины, Харьковском художественном музее и др.

## Галерея
- М. Козык. Киев во время войны. 1943
- Икона
- Девушка с фонариком
- Украинское село
- Портрет
- Портрет девушки